# 堆花酒
堆花酒是江西吉安出产的一种浓香型白酒，源于1952年当局将当地八家私人酒坊合并成立国营吉安酒厂后所产的白酒，堆花酒以优质大米为原料，为江西四大名酒之一，曾荣获“中华老字号”、“江西省非物质文化遗产”、“江西省著名商标”等奖项。